# Kroatische presidentsverkiezingen 2005
De vierde presidentsverkiezingen in Kroatië heeft in januari 2005 plaatsgevonden en duurde twee ronden..
het Staats Verkiezingscomité gaf op 15 december 2004 een lijst van kandidaten uit. De President Stjepan Mesić ging voor herverkiezing, de regerende HDZ nomineerde Jadranka Kosor als president. In totaal werden 13 kandidaten geaccepteerd nadat dezen minstens 10.000 handtekeningen hadden gekregen (wettelijk verplicht)
In de eerste verkiezingsronde op 12 januari 2005, kreeg Mesić bijna 49% van de stemmen. Hij had net niet de 50% die nodig is om meteen te winnen, Kosor lag het dichtst achter hem met 20% van de stemmen, en verrassend genoeg had de onafhankelijke kandidaat Boris Mikšić 18% van de stemmen. De tweede verkiezingsronde, op 16 januari 2005, ging tussen de sterkste twee kandidaten. Nu won Mesić duidelijk met 66% van de stemmen, Kosor had 34%.

## Verkiezingsresultaten
| Samenvatting van de verkiezingenresultaten van de Presidentsverkiezingen in Kroatië (2005) tussen 2 en 16 januari. | Samenvatting van de verkiezingenresultaten van de Presidentsverkiezingen in Kroatië (2005) tussen 2 en 16 januari. | Samenvatting van de verkiezingenresultaten van de Presidentsverkiezingen in Kroatië (2005) tussen 2 en 16 januari. | Samenvatting van de verkiezingenresultaten van de Presidentsverkiezingen in Kroatië (2005) tussen 2 en 16 januari. | Samenvatting van de verkiezingenresultaten van de Presidentsverkiezingen in Kroatië (2005) tussen 2 en 16 januari. |
| Kandidaten en genomineerde partijen                                                                                | Stemmen | % | Stemmen | % |
| --- | --- | --- | --- | --- |
| Stjepan Mesić - Kroatische Volkspartij en anderen                                                                  | 1.089.398 | 48,92 | 1.454.451 | 65,93 |
| Jadranka Kosor - Kroatische Democratische Unie                                                                     | 452.218 | 20,31 | 751.692 | 34,07 |
| Boris Mikšić | 396.093 | 17,78 | - | - |
| Đurđa Adlešić - Kroatische Sociaal-Liberale Partij                                                                 | 59.795 | 2,68 | - | - |
| Slaven Letica - Kroatische Partij van Rechten                                                                      | 57.748 | 2,59 | - | - |
| Ljubo Ćesić | 41.216 | 1,85 | - | - |
| Ivić Pašalić - Kroatisch Blok – Beweging voor Modern Kroatië                                                       | 40.637 | 1,82 | - | - |
| Anto Kovačević - Kroatische Christelijke Democratische Unie                                                        | 19.145 | 0,86 | - | - |
| Miroslav Blažević                                                                                                  | 17.847 | 0,80 | - | - |
| Miroslav Rajh - Kroatische Jeugdpartij                                                                             | 14.766 | 0,66 | - | - |
| Doris Košta | 8721 | 0,37 | - | - |
| Mladen Kešer | 7056 | 0,32 | - | - |
| Tomislav Petrak - Kroatische Boerenpartij                                                                          | 2614 | 0,12 | - | - |
| Totaal (opkomst 50.57 %)                                                                                           | 2.227.073 | 100,0 | 2,241.760 | 100,0 |
| Ongeldige stemmen                                                                                                  | 20.269 | | 35.617 | |
| Geregistreerde stemgerechtigden                                                                                    | 4.403.933 | | 4.392.220 | |
| Bron: Staats Verkiezingen Commissie                                                                                | | | | |